# Маэсима, Ами
Ами Маэсима (яп. 前島亜美, родилась 22 ноября 1997 года в префектуре Сайтама) — японский идол и актриса. Она наиболее известна тем, что озвучивала Аю Маруяму из BanG Dream! и как бывшая участница группы SUPER☆GiRLS.

## Биография
Пройдя «Avex Idol Audition 2010» 12 июня 2010 года, Маэсима стала участницей японской идол-группы SUPER☆GiRLS. В качестве участника ей дали прозвище «Амита» (あみた) и назначили розовый цвет в качестве цвета её образа. В 2011 году она начала заниматься сольной деятельностью параллельно с деятельностью Supaga, выпуская эксклюзивные коллекции моделей и сольных фотографий для журнала Pichi Lemon, выступая в телесериалах как актёр озвучивания аниме и снимаясь в рекламных роликах. 25 июня 2016 года Маэсима сменила участницу группы Рику Симуру в качестве третьего лидера группы Supaga.
31 марта 2017 года Маэсима прекратила сотрудничество с Supaga, чтобы сосредоточиться на своей карьере в озвучке. В следующем месяце она дебютировала как голос Ая Маруямы из BanG Dream!.
30 ноября 2022 года было объявлено, что Маэсима возьмет перерыв во всех развлекательных мероприятиях из-за проблем со здоровьем. В результате она расторгла свой контракт с Avex Inc. и отказалась от роли Айи Маруямы в BanG Dream! и Ибуки Ниидзимы в D4DJ.

## Фильмография

### Театр
| Год  | Название                                                                | Роль             |
| ---- | ----------------------------------------------------------------------- | ---------------- |
| 2015 | Death Note: The Musical                                                 | Саю Ягами        |
| 2015 | Za・Hana Miyo Concerto                                                  | Цубамэ           |
| 2016 | Kujira no Kora wa Saji~Youniutau                                        | Рикос            |
| 2016 | Luna Rossa                                                              | Анна             |
| 2017 | Kōfukuna Shokuba                                                        | Сатоми Йосиока   |
| 2017 | Ookami to Odore〜Dragon, Dance with Wolves〜                            | Фрэнк            |
| 2017 | Rengoku Stage                                                           | Окуни            |
| 2017 | Department Store!                                                       | Нами             |
| 2018 | Bloody Poetry                                                           | Гэрриет Вестбрук |
| 2018 | Bakuse                                                                  | Аки              |
| 2019 | Devil May Cry – The Live Hacker                                         | Элиза            |
| 2020 | Pastel*Palettes Special Performance ~Manmaru Oyama ni Irodori Special☆~ | Ая Маруяма       |

### Аниме
| Год  | Название                                      | Роль                           | Примечания                                          |
| ---- | --------------------------------------------- | ------------------------------ | --------------------------------------------------- |
| 2011 | Pretty Rhythm: Aurora Dream                   | Нацуки                         | Также исполнена первая финальная тема с SUPER☆GiRLS |
| 2015 | PriPara                                       | Исполнитель тематической песни | Исполнила пятую финальную тему с SUPER☆GiRLS        |
| 2018 | Pastel Life                                   | Ая Маруяма                     |                                                     |
| 2018 | BanG Dream! Girls Band Party! ☆ Pico          | Ая Маруяма                     |                                                     |
| 2019 | BanG Dream! 2nd Season                        | Ая Маруяма                     |                                                     |
| 2019 | Bermuda Triangle: Colorful Pastorale          | Исполнитель тематической песни | Вступительную тему исполнила с Pastel ＊ Palettes.  |
| 2019 | BanG Dream! Film Live                         | Ая Маруяма                     | Аниме фильм                                         |
| 2020 | BanG Dream! 3rd Season                        | Ая Маруяма                     |                                                     |
| 2020 | BanG Dream! Girls Band Party! ☆ Pico ~Ohmori~ | Ая Маруяма                     |                                                     |
| 2020 | BNA: Brand New Animal                         | Нина Флип                      |                                                     |
| 2021 | Komi Can’t Communicate                        | Макеру Ядано                   |                                                     |

### Телевизионные драмы
| Год  | Название                  | Роль            | Сеть      |
| ---- | ------------------------- | --------------- | --------- |
| 2012 | Sprout                    | Ами Уэхара      | Nippon TV |
| 2012 | Цуридека jap              | Марина          | TBS       |
| 2013 | The Family Game           | Саму себя       | Fuji TV   |
| 2013 | Chouzetsu☆Zekkyouland jap | Нодока Нарамура | CBC       |

### Радио
| Год  | Название                       | Роль         | Сеть         | Примечания  |
| ---- | ------------------------------ | ------------ | ------------ | ----------- |
| 2011 | DJ Tomoaki's Radio Show        | Ассистент MC | Shimokita-FM |             |
| 2018 | Seishun Adventure: Yotsuyuhime | Ибара        | NHK-FM       | Audio Drama |

### Мультимедиа проекты
| Год  | Название    | Роль           | Источник |
| ---- | ----------- | -------------- | -------- |
| 2017 | BanG Dream! | Ая Маруяма     | [ 5 ]    |
| 2019 | D4DJ        | Ибуки Ниидзима | [ 6 ]    |